# Zupaysaurus
Zupaysaurus ("ďábelský ještěr") byl rod menšího masožravého dinosaura (teropoda) ze skupiny Neotheropoda, který žil na přelomu triasu a jury (asi před 200 miliony let) na území dnešní Argentiny (provincie La Rioja).

## Popis
Přestože nebyla objevena kompletní kostra, je jisté, že šlo o bipedního (po dvou se pohybujícího) predátora, dosahujícího délky kolem 5,2 až 6 metrů a hmotnosti asi 250 kg. Je možné, že měl na hlavě dva sbíhající se hřebínky, podobné těm u rodu Dilophosaurus.
Objevená lebka měřila na délku asi 45 cm, šlo tedy o menšího až středně velkého teropoda. Horní čelist vykazovala malý zářez mezi premaxilární a maxilární částí. Kotníkové kosti astragalus a calcaneus byly podobně jako u mnoha jiných raných teropodů zcela srostlé. Dnes je znám jen jeden exemplář dinosaura, označený PULR-076, uložený ve sbírkách Národní univerzity v La Rioja.

## Paleoekologie
Zupaysaurus byl objeven v souvrství Los Colorados, na území provincie La Rioja. Ve stejných vrstvách byly objeveny také fosilie býložravých čtvernohých sauropodomorfů z rodu Riojasaurus, Coloradisaurus a Lessemsaurus. Ti mohli také tvořit běžnou kořist zupaysaura. Tento menší teropod tedy obýval ekosystémy souvrství Los Coloradas spolu s množstvím dalších dinosaurů, vývojově primitivních teropodů a velké diverzity sauropodomorfů, kteří byli v tomto období velmi úspěšnou a rozšířenou skupinou megaherbivorů.